# خاویر گویون
خاویر گویون (اسپانیایی: Javier Gullón‎؛ زادهٔ ۱۳ ژانویهٔ ۱۹۸۲) فیلم‌نامه‌نویس اهل اسپانیا است.
از فیلم‌هایی که وی در آن‌ها نقش داشته‌است، می‌توان به دشمن، عواقب و ایه‌رو اشاره نمود.